# Ильинка (Перемышльский район)
Ильинка — село в Перемышльском районе Калужской области, в составе муниципального образования Сельское поселение «Деревня Большие Козлы».

## География
Расположено на обеих берегах реки Желовь в 24 километрах на северо-восток от районного центра — села Перемышль. Рядом деревня Желовь.

## Население
| 2002 | 2010 |
| ---- | ---- |
| 0    | ↗2   |

## История
Поселение известно как село Желова (Егорье) с петровских времён. В атласе Калужского наместничества, изданного в 1782 году, упоминается и нанесено на карты село Желова Перемышльского уезда, 4 двора и по ревизии душ — 58.

Село Егорье Желова тож Авдотьи Васильевой дочери Григоровой. На правом берегу речки Желови, церковь каменная Григория Победоносца, дом господский деревянный при нём сад иррегулярный, на речке Желове пруд и мельница мушная об одном поставе., крестьяне на пашне.— Описания и алфавиты к Калужскому атласу
В книге «Опись Церковных памятников Калужской губернии» под редакцией инженера и архитектора Н. И. Рошефора значится построенная в 1759 году каменная Георгиевская церковь в селе Жалово.
По состоянию на начало 2022 года храм в честь великомученика Георгия Победоносца не действует — частично разрушен, земля под ним не передана в ведение Калужской Епархии.
В 1858 году деревня (вл.) Ильинка (Жалова) 1-го стана Перемышльского уезда, при речке Желове, 19 дворов — 163 жителя, по левой стороне Одоевского тракта.
В «Списке населённых мест Калужской губернии», изданного в 1914 году, упоминается как село Егорий-Желова — центр Желовской волости Перемышльского уезда Калужской губернии с церковно-приходской школой, население  — 134 человека.
В годы Великой Отечественной войны село было оккупировано войсками Нацистской Германии с начала октября по конец декабря 1941 года. Освобождено в ходе Калужской наступательной операции частями 50-й армии генерал-лейтенанта И. В. Болдина.